# Gottfried Müller (Raumplaner)
Gottfried Müller (* 10. Dezember 1910 in Lebach; † 23. Februar 1991 in Hilden) war ein deutscher Volkswirt, Raum- und Landesplaner. Im Zweiten Weltkrieg arbeitete Müller u. a. als Provinzialverwaltungsrat für das Reichskommissariat Ostland (RKO) in Riga. Müller gehörte zur Abteilung Raum (Hauptabteilung II) des RKO unter Werner Essen. Die von Müller für das „Ostland“ erarbeitete ‚Raumordnungsskizze‘ (November 1942) sah einen umfassenden Bevölkerungsaustausch zur Schaffung eines „deutschen Siedlungsraums“ vor. Viele ansässige Bevölkerungsgruppen (Juden, Russen, Polen) waren zu diesem Zeitpunkt bereits vertrieben, ermordet oder sollten für Zwecke des NS-Regimes instrumentalisiert werden (die Völker des Baltikum). Nach dem Ende des Nationalsozialismus war Gottfried Müller über Jahrzehnte hinweg erfolgreich in der Raum- und Landesplanung der Bundesrepublik Deutschland tätig. Er fertige u. a. Gutachten im Zuge kommunaler Gebietsreformen in Nordrhein-Westfalen an.

## Ausbildung und Berufserfahrung im Nationalsozialismus
Gottfried Müller wurde als 10. Kind des Schachtmeisters August Müller und seiner Ehefrau Marie geboren. 1911 verzog die Familie aus dem Saarland nach Hannover. Dort besuchte er zunächst die Volksschule, danach die Oberrealschule. Gottfried Müller studierte Volkswirtschaftslehre in Berlin (1930/31) und Göttingen  (1931–1934). In Göttingen kam Müller auch in Kontakt mit der Landesplanung; von 1934 bis 1935 war er wissenschaftlicher Mitarbeiter an der Universität Göttingen und leitete dort den Hochschulkreis Niedersachsen und landeskundliche Strukturuntersuchungen. Müller arbeitete von 1936 bis 1937 beim Archiv für Landeskunde und Landesplanung der Provinzialverwaltung Hannover. 1937 bis 1939 war er Bezirksplaner in Stade, zugleich war er Dezernent für Landesplanung und Statistik beim Regierungspräsidenten in Stade. Damit stand Müller gleichzeitig in Diensten der Landesplanungsgemeinschaft Hannover-Braunschweig, die von dem Raumplaner Kurt Brüning geleitet wurde, der ab 1944 auch kurzfristig Leiter der Reichsarbeitsgemeinschaft für Raumforschung wurde. In der Folge dieser Tätigkeit promovierte Müller bei Kurt Brüning mit einer Studie über „Die Untersuchung der Sozialstruktur als Vorarbeit der Aufstellung von Raumordnungsplänen, dargestellt am Planungsraum Unterweser-Lesum“ (Universität Göttingen, Rechts- u. staatswiss. F., Diss. v. 31. Aug. 1942, Dr. rer. pol.). Der Untersuchung lag eine für die Sozialforschung im Nationalsozialismus typische Massenerhebung (18.000 Fragebogen) zugrunde, die auch durch den Einsatz zahlreicher studentischer Hilfskräfte realisiert wurde. Die Erhebungsarbeiten dazu hatte Müller bereits seit 1935 aufgenommen. Methodisch verwies er u. a. auf die empirischen Arbeiten des Volkskundlers Wilhelm Heinrich Riehl. Müller bezog sich dabei neben den Originalschriften von Riehl auch auf Friedrich Bülow (wissenschaftlicher Hauptsachbearbeiter der Reichsarbeitsgemeinschaft für Raumforschung, RAG), für den charakteristisch an Riehls Sozialpolitik war, dass sie "auf den beiden Pfeilern eine(r) Volks- und Raumordnung ruht, dass er neben das soziale das lebensräumliche Problem stellt, dass ihn die landeskundliche Betrachtung davor bewahrt, in seiner sozialen Volkskunde rein soziologisch zu denken." In der konkreten empirischen Forschung bedeutete das für Gottfried Müller jedoch:
„Die naturgeschichtliche Methode Riehls fordert eine regional, d. h. gemeindeweise, aufbereitete Statistik, bei der Erhebungseinheit die Familie, Erhebungsmerkmale aber Beruf, Wohn- und Arbeitsverhältnisse sind. Gleichzeitig lehnt er die einseitige Erhebung der Berufsmerkmale ab und fordert sogen. kombinierte Erhebungsmerkmale. Er will nicht den Beruf erfassen, sondern den sozialen Beruf.“
Gottfried Müller war, wie so viele andere Forscher seiner Zeit, davon überzeugt, dass über die Einflussnahme auf räumliche Entwicklungen ganz wesentlich auch die Gesellschaftsstruktur und die gesellschaftliche Integration (Ziel seiner Untersuchung war der „Aufbau einer sozialen Gemeinschaft“ im nationalsozialistischen Sinne) beeinflusst werden könne. Es schien aber auch der umgekehrte Weg möglich. Erst über das Soziale schien räumliche Entwicklung beeinflussbar. Damit zählte Müller zu einer Reihe von Forschern, die wie er durch die RAG unterstützt wurden, und die Kenntnisse der empirisch-soziologischen Forschung in die Raumplanung überführten, wie etwa Ludwig Neundörfer (Soziographie), Adolf Münzinger, Max Rolfes, Hans Linde, Herbert Morgen, Gunther Ipsen, Carl Brinkmann, Walter Hildebrandt (alle Agrarsoziologie oder ländliche Sozialwissenschaft).
Von 1939 bis 1941 wurde Gottfried Müller zum Wehrdienst eingezogen (Heeresgruppe Nord). Noch im Jahr 1941 wurde er zur militärischen „Wirtschaftsinspektion Nord“, der Vorgängerin der Zivilverwaltung des RKO abgestellt. Während seiner Tätigkeit als Provinzialverwaltungsrat in Riga legte Müller den „Strukturbericht für das Ostland“ (März 1942) vor. In seiner „Raumordnungsskizze“ (November 1942) – nach Wolfgang Istel ein Fachterminus der Reichs- und Landesplanung seit 1940 – schätzte Gottfried Müller den zukünftigen „Menschenbedarf“ für das „Ostland“. Zynisch schrieb er vom „Ausfall des Judentums“. Und weiter: „Die einheimischen Völker sind voll einzusetzen gegen Bolschewismus und Polentum.“ Abschließend kam Müller zu der Einschätzung, dass mit dem „Einsatz von rund 800.000 deutschen Menschen im Ostland alle Aufgaben in erforderlichem Umfang gelöst werden könnten. Zugleich können alle entscheidenden Positionen gesichert und gehalten werden.“ Zu Müllers Aufgaben zählte auch die Einschätzung der zukünftigen Verkehrspolitik im „Ostland“ (Wasser-, Straßen- und Eisenbahnwege).
Sein damaliger Vorgesetzter, der Bevölkerungswissenschaftler Werner Essen, nach dem Krieg erster Leiter des Herder-Instituts in Marburg, blieb ebenso wie Gottfried Müller nach 1945 zunächst weiter mit der bundesrepublikanischen Raumforschung verbunden.
Müller geriet – nach Wolfgang Istel, ein Schüler Müllers – nach nur kurzem Kriegsdienst (zweite Jahreshälfte 1944) in das Prominenten-Gefangenenlager in Stalingrad.

## Karriere in der bundesdeutschen Raumplanung
Gottfried Müller schaffte nach seiner Rückkehr aus der Stalingrader Kriegsgefangenschaft (1949) im Jahr 1950 den Wiedereinstieg in die Raum- und Landesplanung. Im Range eines Oberregierungsrates und als Dezernent für Landesplanung und Statistik arbeitete Müller erneut beim Regierungspräsidium in Stade (bis 1961). Erst danach wechselte er in das Bundesland Nordrhein-Westfalen, wo er ab demselben Jahr in der Abteilung für Landesplanung im Ministerium für Landesplanung, Wohnungsbau und öffentliche Arbeiten als Referent wirkte (bis 1967). Nach Herbert Reiners geht die Entwicklung eines Raumordnungskatasters für Nordrhein-Westfalen (bzw. seine Landesplanungsbehörde) wesentlich auf Gottfried Müller zurück.
1967 berief ihn die TU München als ordentlichen Professor für Raumforschung, Raumordnung und Landesplanung (bis 1976). Müller war Mitbegründer des Münchener Zentralinstituts für Raumplanung und Umweltforschung (1973).
Für die Historikerin Ariane Leendertz zählte Gottfried Müller zu jenen Akteuren der Raumplanung, die sich nach 1960 von überkommenen ‚Leitbildern‘ der Raumordnung lösten. Dazu zählten u. a. ‚falsche‘ Ansprüche an die Raumplanung (z. B. die bis dahin geforderte ‚Entballung‘ der Siedlungs- und Wirtschaftsräume).:344-349 Diese Neuausrichtung (der ‚liberale Pragmatismus‘) entsprach der nun aufkommenden Kritik der Soziologie an der Raumplanung herkömmlichen Typs. Raumplanung musste sich gerade im Industrieland Nordrhein-Westfalen modernisieren. Neben den im Nationalsozialismus hervorgetretenen rassistischen ‚Leitbildern‘ gerieten nun auch die länger nachwirkenden agrarischen und auf soziale Kontrolle abzielenden ‚Leitbilder‘ der Raumordnung in die Defensive, wie auch der Soziologe und Zeitzeuge Hans Linde bemerkte. Andererseits wurde die gesellschaftspolitische Funktion von Raumplanung unter veränderten politischen Vorzeichen in den 1960er Jahren eher wieder aufgewertet; sie nahm kurzfristig richtig Fahrt auf, um dann in den 1970er Jahren erneuter Ernüchterung zu weichen.:336-389
Wolfgang Istel sieht in Müllers Arbeiten für das Reichskommissariat Ostland (siehe auch Hinrich Lohse, Alfred Rosenberg), die er als militärstrategische Raumerschließung begreift, Wurzeln für das später entwickelte Modell der ‚punkt-axialen Entwicklungskonzeption‘, das besonders in Folge des Landesentwicklungsprogramm NRW (1964) wirksam geworden wäre. Nur Konrad Meyer, Josef Umlauf, Herbert Morgen, vermutlich Gerhard Ziegler und einige wenige andere Mitarbeiter der Raumforschung hätten davon gewusst.

## Schriften (Auswahl)
- (mit Willi Kühn) Entwicklungsplanung in Burundi: ein Modell auch für andere Kleinstaaten der Dritten Welt? In: Internationales Afrikaforum. (in Zusammenarbeit mit Europäisches Institut für Politische, Wirtschaftliche und Soziale Fragen e.V.), Bonn: Weltforum-Verlag, Band 18, 1982, 3, S. 273–277.
- Der Raumbedarf von Solitärstädten, ermittelt aus ihren Verflechtungsbeziehungen: untersucht und dargestellt am Beispiel der Städte Aachen, Hamm, Münster und Siegen / Technische Hochschule München / Lehrstuhl für Raumforschung, Raumordnung und Landesplanung. München (ca. 1975).
- Der Einfluss landesplanerischer Ziele und Verfahren auf die Siedlungsstruktur: Wechselbeziehungen Bundes-, Länder- und Regionalstruktur. In: Zur Ordnung der Siedlungsstruktur. Forschungsbericht des Ausschusses „Stadtplanung“ der Akademie für Raumforschung und Landesplanung. (Gerd Albers…). Hannover 1974, ISBN 3-7792-5074-8. (=Veröffentlichungen der Akademie für Raumforschung und Landesplanung: Forschungs- und Sitzungsberichte; 85; Stadtplanung 1), S. 139–169.
- Zielvorstellungen und Instrumentarium für die zukünftige Siedlungsstruktur. In: ARL (Hrsg.): Aufgaben und Möglichkeiten der Raumplanung in unserer Zeit. Referate und Diskussionsbericht anläßlich der Wissenschaftlichen Plenarsitzung 1971 in Stuttgart. Hannover: Jänecke 1972, (=Veröffentlichungen der Akademie für Raumforschung und Landesplanung: Forschungs- und Sitzungsberichte. 78; ARL. 11), S. 25–32.
- Einträge „Raumplanung“, „Raumordnungspolitik“, „Raumordnung“ in: Handwörterbuch der Raumforschung und Raumordnung. Hrsg. durch die Akademie für Raumforschung und Landesplanung. Hannover Jänecke 1970.
- Erarbeitung von praktisch anwendbaren Grundlagen und Methoden für die Koordinierung des Einsatzes raumwirksamer Bundesmittel: in dem durch die Stadtregionen Bamberg, Bayreuth und Erlangen abgegrenzten Gebietsdreieck unter Einschluß des gesamten Landkreises Ebermannstadt. München: TU München 1970
- (mit Gerhard Isbary und Hans-Jürgen von der Heide) Gebiete mit gesunden Strukturen und Lebensbedingungen: Merkmale und Abgrenzung. Angefertigt als Gutachten des Bundesministeriums des Innern. Hannover 1969 (=Veröffentlichungen der Akademie für Raumforschung und Landesplanung: Abhandlungen; 57).
- Ziele der Raumordnung und Landesplanung nach dem Gliederungsprinzip der funktionsgesellschaftlichen Siedlungsstruktur. In: Funktionsgerechte Verwaltung im Wandel der Industriegesellschaft: Vorträge und Diskussionsbeiträge der 37. Staatswissenschaftlichen Fortbildungstagung der Hochschule für Verwaltungswissenschaften Speyer 1969. Berlin: Duncker & Humblot 1969 (=Schriftenreihe der Hochschule Speyer. 43), S. 25–48.
- Moderne Verkehrspolitik: Aufgaben und Möglichkeiten; [Tagung] / Siegfried Eichler; Gottfried Müller; Ernst Müller-Hermann; Wilhelm L. Schneider, ca. 1968, München [u. a.]: Olzog, 1969 (= Schriftenreihe. Hanns-Seidel-Stiftung e.V., Akademie für Politik und Zeitgeschehen. 3)
- (mit Hans K. Schneider) Regionalplanung. Köln: Braunsfeld 1966 (=Beiträge und Untersuchungen / Institut für Siedlungs- und Wohnungswesen der Westfälischen Wilhelms-Universität Münster. 63)
- (mit Hans-Gerhart Niemeier) Raumplanung als Verwaltungsaufgabe. Hannover: Jänecke 1964 (=Veröffentlichungen der Akademie für Raumforschung und Landesplanung. Abhandlungen. 43)
- Das „Teufelsmoor“ in Niedersachsen als Beispiel eines landwirtschaftlichen Notstandsgebietes. In: Informationen. Hrsg. vom Institut für Raumforschung, 1951, Heft 18, S. 1–4.
- Die Sozialstruktur im Planungsraum Unterweser-Lesum: Auswertung von Erhebungen eines Göttinger studentischen Ferienlagers. Oldenburg: Stalling 1944 (=Veröffentlichungen des Provinzial-Instituts für Landesplanung und niedersächsische Landes- und Volksforschung Hannover-Göttingen; Reihe A: Forschungen zu Landes- und Volkskunde, I Natur und Wirtschaft; zugl. Schriften der Wirtschaftswissenschaftlichen Gesellschaft).
- (mit Jekab Jureviz, Hermann Warren) Ostland in Zahlen. Baltische Randstaaten. Reichskommissariat für das Ostland, Abt. 2, Raum, Riga 1942 (=Strukturbericht für das Ostland. 1)
- (mit Jekab Jureviz, Hermann Warren) Ostland Atlas. Baltische Randstaaten. Reichskommissariat für das Ostland, Abt. 2, Raum, Riga 1942 (=Strukturbericht für das Ostland. 2)
- Die Untersuchung der Sozialstruktur als Vorarbeit der Aufstellung von Raumordnungsplänen, dargestellt am Planungsraum Unterweser-Lesum (Universität Göttingen, Rechts- u. staatswiss. F., Diss. v. 31. Aug. 1942, [Maschinenschr.]).- (Nicht f. d. Austausch).

## Gutachten u.ä. (Auswahl)
- Wissenschaftliches Gutachten zu ökologischen Planungsgrundlagen im Verdichtungsraum Nürnberg-Fürth-Erlangen-Schwabach. Hrsg. von Gottfried Müller; bearbeitet von Günther Aulig u. a., im Auftrag der Stadt Nürnberg. München 1977.
- Zielvorstellungen für den weiteren Ausbau der Bundesfernstraßen in Bayern: unter besonderer Berücksichtigung strukturräumlicher Entwicklungen (Gottfried Müller: Bearbeiter). München: Bayerisches Staatsministerium des Innern 1974
- Zur kommunalen Neugliederung des Siegener Raumes: ein Beitrag zu dem 3. Neugliederungsgesetz. (Bearbeiter: Gottfried Müller. Statistik und Planwerk: Herbert Schlegel. München: Technische Universität 1973)
- Die Bedeutung der Gebietsreform für die strukturräumliche Entwicklung im Bereich polyzentrischer und solitärstädtischer Verflechtungen, das Beispiel des Städtedreiecks Dortmund, Hamm und Münster. Hamm: Stadt Hamm 1973 (Tatsachen und Berichte. Schriftenreihe der Stadt Hamm. 11).
- Untersuchungen zur kommunalen Neuordnung des Raumes Bielefeld. Kurzfassung des Gutachtens. Bielefeld: Kreisplanungsstelle 1970.
- (zusammen mit W. Istel) Entwicklungsachsen von überregionaler und regionaler Bedeutung und Entwicklungsschwerpunkte in Bayern. Wissenschaftliches Gutachten im Auftrage des Freistaates Bayern, München 1970.
- (Mitwirkung am) Landesentwicklungsprogramm für das Land Nordrhein-Westfalen (1964)
- (Mitwirkung am) Landesplanungsgesetz Nordrhein-Westfalen (1962)
- Der Landkreis Osterholz. Raumordnungsplan (1954)

## Ehrenämter (Auswahl)
- Beirat für Raumordnung beim Bundesminister des Innern (1970–1976)
- Mitglied der Sachverständigenkommission für die kommunale und staatliche Neugliederung des Landes Nordrhein-Westfalen
- Sachverständigen-Kommission zur Untersuchung des Stadt-Umland-Problems in Bayern (1973–1974)
- Mitglied des Forschungsausschuß Raum und Bevölkerung der Akademie für Raumforschung und Landesplanung (ARL)
- Mitglied der Forschungsausschüsse Raum und gewerbliche Wirtschaft und Stadtplanung der ARL
- Mitglied des Wissenschaftlichen Rates der ARL (1963–1965)